# Croc 2
Croc 2 es un videojuego de plataformas desarrollado por Argonaut Software y publicado por Fox Interactive. La secuela de Croc: Legend of the Gobbos, gira en torno al personaje del título en una búsqueda para buscar a sus padres desaparecidos, además de salvar al Inventor Gobbo de un Barón Dante revivido.
Croc 2 fue lanzado para Sony PlayStation en 1999, y más tarde para Microsoft Windows y Game Boy Color en 2000 y 2001, respectivamente. Los puertos del juego tanto para Sega Saturn como para Dreamcast también se planearon y publicitaron, pero finalmente se cancelaron. El lanzamiento del juego estuvo acompañado por una fuerte campaña publicitaria, con Fox promoviendo el juego conjuntamente con la marca de dulces "Gummi Savers" de Nabisco. Croc 2 recibió críticas mixtas, con críticos que elogiaron particularmente los gráficos del juego mientras criticaban su cámara y su dificultad.

## Jugabilidad
Croc 2 presenta una jugabilidad similar a su predecesor; el jugador controla a Croc, a través de varios niveles abiertos para completar varias misiones. Los niveles del juego se dividen en 4 "aldeas" de Gobbo y se accede a través de un mundo HUB abierto. Las misiones implican ayudar a otros Gobbos con una determinada tarea, como rescatar a otro Gobbo que está atrapado dentro de una jaula de acero y perseguir a un Dantini a través de una etapa para recuperar un sándwich robado. Después de completar un cierto número de niveles en una aldea, se abre un nivel de jefe, que permite el acceso a la siguiente aldea cuando se completa. Ciertos niveles incluyen la conducción de un vehículo a través de un recorrido, que incluye un auto de carreras, una lancha rápida, un ala delta, un globo aerostático y una bola de nieve gigante, entre otros.
Los niveles contienen varios elementos coleccionables, incluidos 100 cristales y 5 cristales multicolores dispersos por todo el escenario. Las gemas de colores están ocultas en diferentes lugares a lo largo del escenario y requieren completar un desafío de plataforma o completar un rompecabezas para poder recuperarlas. Encontrar las 5 gemas de colores hace que aparezca un trofeo de oro al final del nivel que se obtiene al atravesar un pequeño desafío de plataformas. Recoger todos los trofeos en una aldea permite acceder a un nivel adicional que se puede completar para recoger una pieza del rompecabezas. se requiere la recolección de estas piezas para acceder a la quinta y última aldea del juego que contiene el jefe final. Se pueden comprar varios artículos en el mundo HUB de Swap Meet Pete, un gato antropomórfico, algunos de los cuales son necesarios para acceder a ciertas áreas y secretos dentro del juego. Entre estos artículos se encuentran las ollas del corazón, que alargan la vida útil máxima de Croc, los saltos Gummi Savers, que se pueden usar como trampolines para alcanzar ciertas repisas, y el Clockwork Gobbo, un pequeño robot de cuerda que se puede controlar para recoger artículos. por ser utilizado en un determinado pedestal.
Croc se controla con el D-pad o el stick analógico, y maniobra los niveles corriendo, saltando, escalando y nadando; nuevas en el juego son las habilidades para realizar un salto triple y una voltereta, que permiten a Croc alcanzar mayores altitudes de las que puede al saltar normalmente. Croc ataca a los enemigos al mover su cola en un movimiento completo de 360 grados, y también puede realizar una caída hacia abajo para derrotar a los enemigos y destruir las cajas de madera que contienen objetos. La salud de Croc está representada por un conteo de vida establecido que puede extenderse comprando ciertos artículos; Al quedarse sin "corazones", se lo envía de vuelta al mundo HUB del nivel respectivo en el que se encuentra. La vida de Croc se puede rellenar recolectando corazones grandes ubicados a lo largo de las etapas, así como recolectando una cierta cantidad de cristales en una etapa. Croc 2 presenta una opción de control adicional titulada "OmniPlay", que otorga a dos personas un control dividido sobre los movimientos y habilidades de Croc para un juego cooperativo.

## Trama
Establecido varios meses después de Croc: Legend of the Gobbos, los Dantinis traman el regreso de Baron Dante. El profesor Gobbo es capturado cuando es testigo de la resurrección de Dante.
De vuelta en el valle de Gobbo, Croc está jugando en una playa y encuentra un mensaje en una botella. El mensaje explica que los remitentes están buscando a su hijo. Croc se sorprende y le lleva el mensaje al King Rufus, quien lo lee y le dice a Croc que necesita buscar a otros Gobbos a lo lejos, quienes podrían ayudarlo a encontrar los cocodrilos que enviaron el mensaje.
Un gran número de Gobbos hacen un balancín. Croc se para en un extremo y un Gobbo empuja una roca hacia el otro extremo para propulsar a Croc hacia el lejano continente, donde comienza su búsqueda.

## Desarrollo
Se planificó un puerto de Dreamcast para el juego, se mencionó en la impresión de la revista Dreamcast Monthly del Reino Unido y se promocionó para su lanzamiento en el tercer trimestre de 2000, pero se canceló a la luz de la decisión de Argonaut de dejar de desarrollar los juegos de Dreamcast debido al bajo rendimiento comercial del sistema.

## Promoción y lanzamiento
Croc 2 se publicó originalmente en el manual de instrucciones del juego original para un lanzamiento en PlayStation y Sega Saturn para un lanzamiento de Navidad de 1998; sin embargo, el juego se retrasó posteriormente a un lanzamiento de verano de 1999, y la versión de Sega Saturn del juego nunca fue lanzada por razones desconocidas (posiblemente debido a la interrupción de Saturn en 1998), de manera similar, un puerto de Dreamcast también fue planeado y cancelado a mediados de 2000.
El juego fue muy publicitado durante su lanzamiento, con una campaña publicitaria multimillonaria que incluía comerciales de televisión, soporte minorista e incentivos para los clientes. Se realizó un acuerdo de promoción cruzada con Nabisco para promocionar el juego junto con la línea Gummi Savers de la compañía de caramelos de goma. Además de que los dulces se destacaron como un artículo utilizable dentro del juego, más de 6,5 millones de envoltorios de dulces se imprimieron con logotipos de Croc 2. Durante el lanzamiento del juego, se llevó a cabo un concurso promocional de sorteos, llamado sorteo "Croc 2 Down Under", cuyo gran premio consistió en un viaje familiar a Australia, así como una copia del juego, una consola PlayStation y una copia de la guía de estrategia del juego que se presenta como los otros premios disponibles.

## Recepción
Croc 2 recibió críticas mixtas a positivas después de su publicación El sitio web de reseñas agregadas GameRankings otorgó la versión 74,22 % de Game Boy Color, la versión de PlayStation 69,65 % y la versión de PC 67,17 %.
IGN le dio al juego un 7,5/10 general para la versión de PlayStation, elogiando los juegos de voz, gráficos, banda sonora y tamaño, pero criticando su dificultad y los ángulos de la cámara.
NowGamer también le dio al juego una revisión positiva, dándole 8,4/10, solo criticando su dificultad.
GameSpot le dio al juego calificaciones bajas, lo que le dio a la versión de PC 5,8/10 y la versión de PlayStation 5,4/10, también criticando los ángulos de la cámara y la dificultad.
Matthew House de Allgame revisó la versión de PlayStation del juego y le dio un 2/5, también criticó al juego por su ángulo y dificultad de la cámara, y también criticó los gráficos del juego.
GamePro también fue negativo, le dio al juego 3/5 y dijo: "Después de semanas de jugar a Croc 2, estaba rezando para que cada nuevo nivel fuera el último de Croc 2, pero seguía arrastrándose". Sin embargo, Mark Webson, de CDPro, declaró que todas las acusaciones contra Croc 2 provienen de personas que ni siquiera han jugado la primera entrada en la serie. También sintió que el juego estaba muy lleno de contenido y elogió la diversidad de niveles, la actuación de voz y la duración general del juego.